# برج الثور
برج الثور 21 ابريل الي21 مايو(علامته : ♉ ) هو البرج الثاني من الأبراج الإثنى عشر من دائرة البروج. تمر الشمس في برج الثور من 21 أبریل الی 21 مايو وهذا يحدث في أواسط فصل الربیع. فی 2000 عام قبل تمر هذا البرج من كوكبة الثور و یسمی بالثور والیوم تمر من کوکبة فلکیة الحمل، نتيجة لتقدم محور الأرض. ⁴ يعتبر برج الثور ترابي، من صفات شخصيات برج الثور الواقعية والمنطقية وحبهم للتملك.
مواصفات رجل الثور:
رجل برج الثور ينتمي إلى فئة الأبراج الترابية، ويتميّز بصفات مثل الثبات، الحسّية، وحب الجمال. من الناحية العاطفية، يقدّر رجل الثور العلاقات العميقة والملموسة، ويُفضّل الاقتراب التدريجي على الانجذاب السريع.